# Igiatta
Az Igiatta (oroszul: Ыгыатта) folyó Oroszországban, Kelet-Szibériában, Jakutföldön, a Viljuj bal oldali mellékfolyója.

## Földrajz
Hossza: 601 km, vízgyűjtő területe: 11 200 km², évi közepes vízhozama az alsó folyásán 18,5 m³/s.
Jakutföld nyugati részén, a Viljuj-felföld keleti szélén elterülő mocsarakból ered 452 m tengerszint feletti magasságban. A Viljuj-felföld néptelen vidékein délkelet felé halad, majd alsó folyásán a Közép-jakut-alföldön folyik. Ezen a részen medre 60-70 m-re, ártere 1–2 km-re szélesedik, a kanyarulatok hurkokat alkotnak. A torkolattól 633 km-re ömlik a Viljujba. 
A folyót októbertől májusig jég borítja, hidegebb években akár fenékig is befagy. Vízgyűjtő területét folytonos permafroszt jellemzi. Partjain nincs lakott település.